# Хипот (син на Креон)
Вижте пояснителната страница за други значения на Хипот.
Хипот (на старогръцки: Ἱππότης, Hippotes) в гръцката митология е син на цар Креон от Коринт и на Меропа. Той е брат на Креуза (или Главка), съпругата на Язон. Той отмъщава на Медея за смъртта на баща му и сестра му.